# مارك كونيلي
مارك كونيلي (بالإنجليزية: Marc Connelly)‏ هو واضع كلمات الأوبرا وصحفي وكاتب مسرحي وكاتب وكاتب سيناريو وممثل أمريكي، ولد في 13 ديسمبر 1890 في الولايات المتحدة، وتوفي في 21 ديسمبر 1980 بنيويورك في الولايات المتحدة. من الجوائز التي نالها جائزة بوليتزر عن فئة الدراما سنة 1930.

## أعمال

### أفلام
- (1937) قباطنة شجعان

## جوائز وترشيحات
جوائز
- جائزة بوليتزر عن فئة الدراما (1930)

ترشيحات
- جائزة الأوسكار لأفضل كتابة، عن عمل: قباطنة شجعان
- جائزة توني لأفضل ممثل في مسرحية [الإنجليزية]‏ (1959)

## وصلات خارجية
- مارك كونيلي على موقع IMDb (الإنجليزية)
- مارك كونيلي على موقع الموسوعة البريطانية (الإنجليزية)
- مارك كونيلي على موقع ألو سيني (الفرنسية)
- مارك كونيلي على موقع أول موفي (الإنجليزية)
- مارك كونيلي على موقع قاعدة بيانات برودواي على الإنترنت (الإنجليزية)
- مارك كونيلي على موقع قاعدة بيانات الأفلام السويدية (السويدية)
- مارك كونيلي على موقع إن إن دي بي (الإنجليزية)
- مارك كونيلي على موقع قاعدة بيانات الفيلم (الإنجليزية)
- مارك كونيلي على موقع كينوبويسك (الروسية)